# Adamstown
Adamstown je hlavní a jediné město Pitcairnových ostrovů v Oceánii. Leží na jeho druhém ostrově Pitcairn (jediném obydleném). V lednu 2021 měl Adamstown 47 obyvatel, což je celá populace Pitcairnových ostrovů. Všechny ostatní ostrovy jsou neobydlené. Adamstown je právě místem, kde většina obyvatel žije, zatímco potraviny pěstují v jiných oblastech ostrova.
Adamstown je druhé nejmenší hlavní město na světě podle počtu obyvatel.

## Doprava, komunikace, inženýrské sítě
Po zbytku ostrova vedou hliněné cesty, po kterých obyvatelé chodí pěšky nebo jezdí na kole, většinou jezdí na čtyřkolkách. Ve městě ani jinde na ostrově není letiště nebo helipad, přistávat zde mohou pouze hydroplány na mořské hladině, nejezdí zde také žádné automobily. Z plánu vybudovat na ostrově letiště sešlo, protože by bylo ztrátové.
V zátoce Bounty se nachází malý přístav, odkud rybáři vyplouvají na moře chytat ryby. Obyvatelé se kromě rybolovu živí ovocem a zeleninou, která roste na ostrově.
Adamstown má svoji radnici, drobný přístav pro menší lodě, školu (nazvanou Palau School), minimuzeum s lodním deníkem z Bounty, zdravotní středisko, komunikační zařízení s jednou telefonní linkou, sdílenou obyvateli města.
Nemají zde vodovodní potrubí – vodu si čerpají ze tří potoků, které na ostrově tečou. Televizní kanály přijímají z jiných zemí, pouze radiostanici mají vlastní.

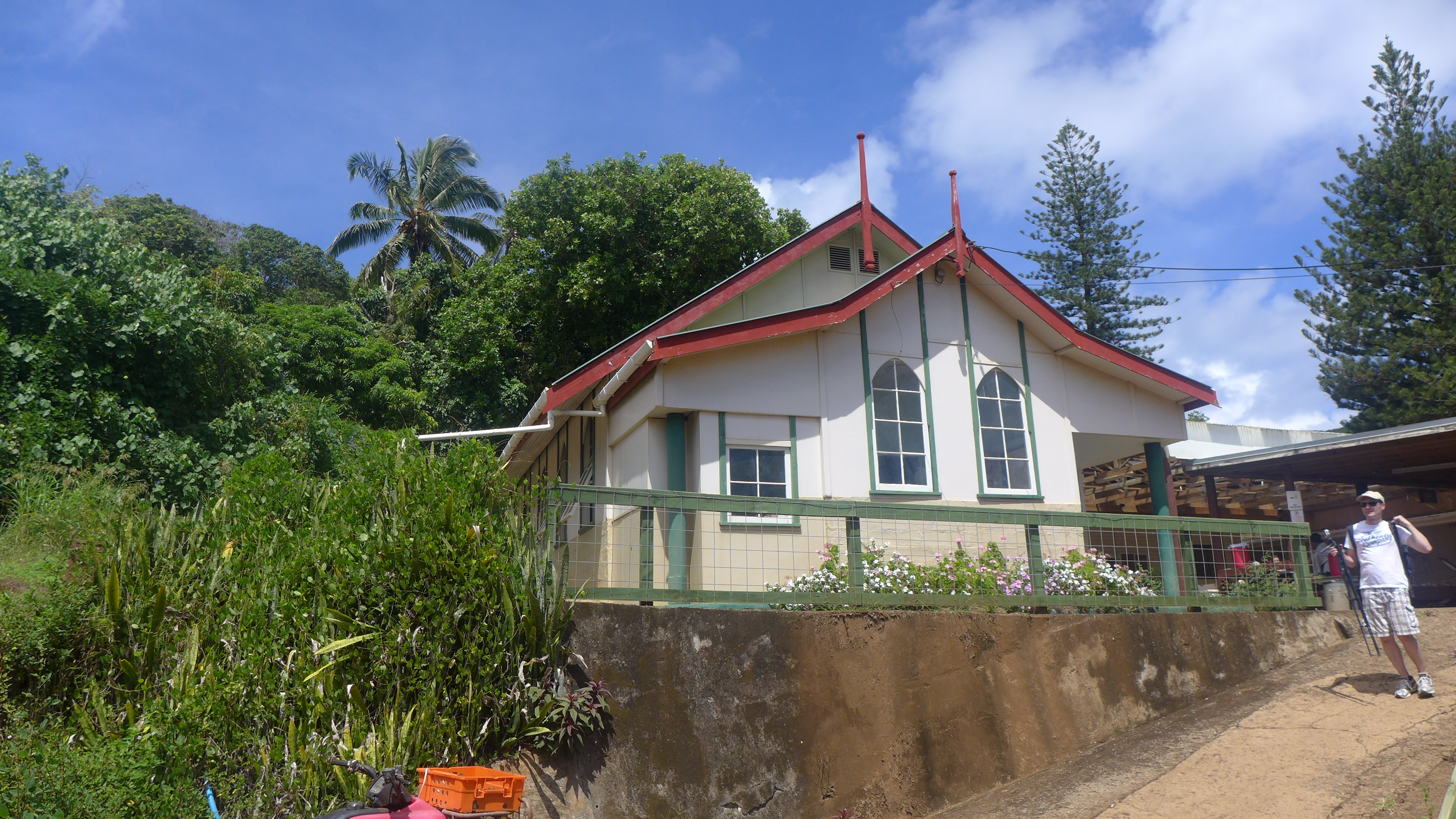
Kostel Adamstown

Čas od času Adamstown navštíví britské nebo novozélandské lodě, které přivezou zdejším obyvatelům oblečení, některé druhy potravin a jízdní kola. Na oplátku jim lidé poskytnou pitcairnský med, ovoce nebo filatelistům pitcairnské poštovní známky.
Elektřina je na ostrově distribuována pomocí dieselagregátů a to po 16,5 hodin denně (od 6:30 do 22:00).

## Historie
Historie Pitcairnových ostrovů začíná osídlením ostrovů Polynésany v 11. století. Polynésané založili kulturu, která vzkvétala po čtyři století a pak zmizela. Pitcairn byl znovu osídlen v roce 1790 skupinou britských vzbouřenců na HMS Bounty a Tahiťanů. 
Adamstown je pojmenován po posledním žijícím vzbouřenci, Johnu Adamsovi.